# Verrières-du-Grosbois
Verrières-du-Grosbois – miejscowość i dawna gmina we Francji, w regionie Burgundia-Franche-Comté, w departamencie Doubs. W 2013 roku populacja gminy wynosiła 34 mieszkańców. 
1 stycznia 2017 roku połączono trzy wcześniejsze gminy: Charbonnières-les-Sapins, Verrières-du-Grosbois oraz Étalans. Siedzibą gminy została miejscowość Étalans, a nowa gmina przyjęła jej nazwę. 